# Лукомская, Анна Моисеевна
Анна Моисеевна Лукомская (17 января [30 января] 1901, Быхов — 17 июня 1987, Ленинград) — советский библиограф и библиографовед.

## Биография
Родилась 17 января [30 января] 1901 года в Старом Быхове Могилёвской губернии в еврейской мещанской семье. Отец — Моисей Яковлевич Лукомский (1880—1964) был продавцом, мать Циля Иосифовна Лукомская (1880—?) — домохозяйкой. После окончания женской восьмиклассной гимназии и заведования Центральной библиотекой города Могилева, в 1921 году поступила на правоведческий факультет Петроградского университета, который окончила в 1924 году. Будучи студенткой данного университета, проходила также обучение на книжно-библиотечном факультете Института внешкольного образования, который окончила в 1923 году. Впоследствии в 1939 году экстерном окончила педагогический институт города Ленинграда по специальности «Английская филология». Имела на руках три диплома о высшем образовании со знанием иностранных языков (английский, французский и немецкий). С 1923 по 1941 год работала педагогом и библиотечным сотрудником в различных учреждениях.
В 1941 году поступила на работу в БАН, где продолжала трудиться в течение ВОВ, пережив блокаду Ленинграда. Являлась начальником МПВО здания библиотеки. Была удостоена соответствующей медали за подвиг при защите города и медали за доблестный труд во время войны.
В 1947 году была избрана на должность младшего научного сотрудника Научно-библиографического отдела БАН. В 1955 году защитила диссертацию на соискание ученой степени кандидата педагогических наук по специальности «Библиография». По ходу научной работы была неоднократно премирована Президиумом АН СССР.
Скончалась 17 июня 1987 года в Ленинграде.

## Научные работы
Основные научные работы посвящены исследованиям библиографии второй степени по математике, механике и физике. Автор свыше 60 научных работ.